# Oxypoda californica
Oxypoda californica är en skalbaggsart som beskrevs av Thomas Casey 1893. Oxypoda californica ingår i släktet Oxypoda och familjen kortvingar. Inga underarter finns listade i Catalogue of Life.